# Klinisch geneticus
Een klinisch geneticus is een arts en medisch specialist die zich bezighoudt met het onderzoeken en vaststellen van erfelijke afwijkingen. Een ander woord voor klinisch geneticus is erfelijkheidsdeskundige.

## Werkzaamheden
Een klinisch geneticus is er niet alleen voor het vaststellen van erfelijke aandoening. Hij of zij zal ook informeren over het overervingspatroon en het risico op herhaling binnen een familie. Ook is er vaak overleg met andere artsen, bijvoorbeeld met gynaecologen bij risicovolle zwangerschappen.
De klinisch geneticus voert ook de volgende onderzoeken uit:
- chromosoomonderzoek
- stamboomonderzoek
- DNA-diagnostiek

Een klinisch geneticus kan zich specialiseren in een bepaald gebied, bijvoorbeeld in bindweefselafwijkingen, erfelijke hartafwijkingen, de dysmorfologie, en genetische counseling.

## Werkgebied
Een klinisch geneticus is vaak werkzaam in een universitair ziekenhuis. De afdelingen kunnen weer ingedeeld zijn in poliklinieken die zich specialiseren in een bepaalde erfelijke afwijking.

## Verwijzing
Een (pasgeboren) kind of volwassene kan verwezen worden door velerlei specialisten. Zo kan een verloskundige vermoeden dat er sprake is van dysmorfieën, hetgeen weer reden geeft om een klinisch geneticus in te schakelen. Een dermatoloog kan huidafwijkingen vaststellen die mogelijk verband houden met een erfelijke afwijking. Hetzelfde geldt voor huisartsen, oogartsen, etc.